# Käthe Haack
Pour les articles homonymes, voir Haack.
Käthe Haack (parfois créditée Käte Haack ou Käthe Haak) est une actrice allemande, née Käte Lisbeth Minna Sophie Isolde Haack le 11 août 1897 à Berlin (Allemagne), où elle meurt le 5 mai 1986.

## Biographie
Käthe Haack débute en 1914 au théâtre, auquel elle consacre une large part de sa carrière. Outre les pièces "de répertoire", elle interprète Mrs. Higgins dans la comédie musicale My Fair Lady, en 1963. 
Au cinéma, elle participe à plus de deux-cents films (majoritairement allemands, dont quatre-vingts muets), les premiers en 1915, le dernier en 1977. Un de ses rôles les plus connus est celui de la baronne Munchhausen, dans Les Aventures fantastiques du baron Munchhausen, film de prestige produit par la UFA, sorti en 1943.
À la télévision, Käthe Haack apparaît dans vingt téléfilms et sept séries, entre 1953 et 1985.
De son mariage avec l'acteur Heinrich Schroth (1871-1945), est née Hannelore Schroth (1922-1987), également actrice.

## Filmographie partielle

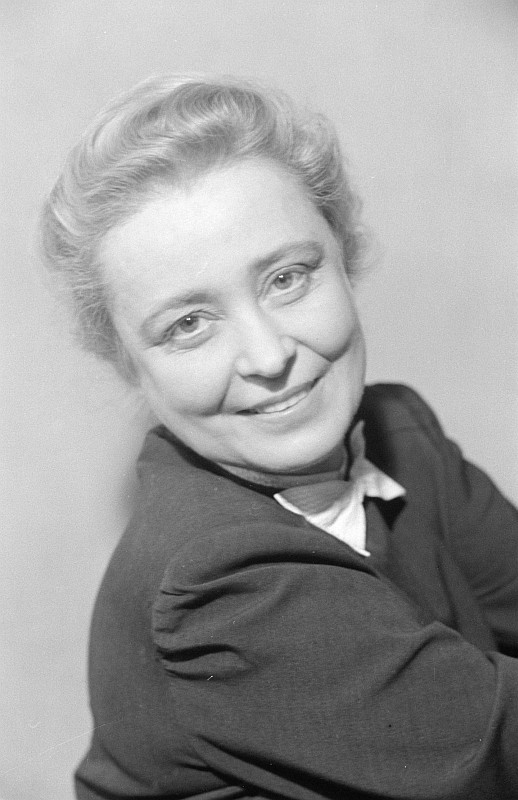
Käthe Haack en 1947.

### Au cinéma
- 1916 : Das Tagebuch der Dr. Hart de Paul Leni
- 1917 : Der feldgraue Groschen de Georg Jacoby
- 1917 : Die Hochzeit im Excentricclub de Joe May
- 1918 : Der Sohn des Hannibal de Viggo Larsen
- 1920 : Algol de Hans Werckmeister
- 1921 : Das Geheimnis der Santa Maria de Lothar Mendes
- 1921 : Der Tote Gast de Karl Freund
- 1923 : Der Große Sensationsprozeß de Karl Freund
- 1924 : L'Étoile du cirque (Der Sprung ins Leben) de Johannes Guter
- 1925 : Heiratsschwindler de Carl Boese
- 1925 : Les Bouddhas vivants (Lebende Buddhas) de Paul Wegener
- 1926 : 117 bis Grande Rue (Menschen untereinander) de Gerhard Lamprecht
- 1930 : Scandale autour d'Éva (Skandal um Eva) de Georg Wilhelm Pabst
- 1930 : Der Detektiv des Kaisers de Carl Boese
- 1930 : Mandragore (Alraune) de Richard Oswald
- 1931 : On préfère l'huile de foie de morue (Dann schon lieber Lebertran), court métrage de Max Ophüls
- 1931 : Sur le pavé de Berlin de Phil Jutzi
- 1931 : Émile et les Détectives (Emil und die Detektive) de Gerhard Lamprecht
- 1931 : Le Capitaine de Koepenick (Der Hauptmann von Köpenick) de Richard Oswald
- 1932 : La Belle Aventure (Das Schöne Abenteuer) de Reinhold Schünzel (version allemande)
- 1932 : Quick de Robert Siodmak
- 1933 : Poupée blonde (Liebe muß verstanden sein) de Hans Steinhoff
- 1934 : Der Polizeibericht meldet de Georg Jacoby
- 1934 : Hanneles himmelfahrt de Thea von Harbou
- 1934 : Atout cœur (Herr ist Trumpf) de Carl Boese
- 1936 : Eine Frau ohne Bedeutung de Hans Steinhoff
- 1937 : Crépuscule (Der Herrschler) de Veit Harlan
- 1938 : Der Tag nach der Scheidung de Paul Verhoeven
- 1938 : Kleiner Mann - ganz groß ! de Robert A. Stemmle
- 1939 : La Chair est faible (de) (Der Schritt vom Wege) de Gustaf Gründgens
- 1940 : Bismarck de Wolfgang Liebeneiner
- 1941 : Annelie de Josef von Báky
- 1943 : Les Aventures fantastiques du baron Münchhausen (Münchhausen) de Josef von Báky
- 1944 : Das Konzert de Paul Verhoeven
- 1949 : Ruf an das Gewissen de Karl Anton
- 1949 : Des invités dangereux (Gefährliche Gäste) de Géza von Cziffra
- 1949 : La Veillée (Nachtwache) d'Harald Braun
- 1950 : Gabriela de Géza von Cziffra
- 1951 : Mein Freud, der Dieb d'Helmut Weiss
- 1951 : La Maja voilée (Die Verschleirte Maja) de Géza von Cziffra
- 1951 : Königin einer Nacht de Kurt Hoffmann
- 1952 : Heimweh nach dir de Robert A. Stemmle
- 1952 : Le Banquet des fraudeurs d'Henri Storck
- 1952 : Le Cœur du monde (Herz der Welt) d'Harald Braun
- 1953 : Alles für Papa de Karl Hartl
- 1953 : Von Liebe reden wir später de Karl Anton
- 1954 : La Porteuse de fleurs (Rosen-Resli) d'Harald Reinl
- 1954 : Feu d'artifice (Feuerwerk) de Kurt Hoffmann
- 1954 : Le Dernier Été (Der Letzte Sommer) d'Harald Braun
- 1955 : Das Schweigen im Walde d'Helmut Weiss
- 1956 : Lili Marleen (...wie einst Lili Marleen) de Paul Verhoeven
- 1960 : Der letzte Fußgänger (de) de Wilhelm Thiele
- 1961 : De quoi tu te mêles, Daniela ! de Max Pécas
- 1968 : Dynamite en soie verte d'Harald Reinl
- 1973 : Le Piéton (Der Fußgänger) de Maximilian Schell

### À la télévision
Séries
- 1983 : Tatort, épisode 145 Fluppys Masche
- 1985 : L'Ami des bêtes (Ein Heim für Tiere), Saison 1, épisode 2 Mohrle

## Théâtre (sélection)
- 1946 : The Skin of Our Teeth (titre allemand : Wir sind noch einmal davon gekommen) de Thornton Wilder (Hebbel-Theater (de), Berlin)
- 1948 : Le Canard sauvage (Vildanden ; titre allemand : Die Wildente) d'Henrik Ibsen (Renaissance-Theater, Berlin)
- 1963 : My Fair Lady (même titre en allemand), comédie musicale, musique de Frederick Loewe, lyrics et livret d'Alan Jay Lerner, d'après la pièce Pygmalion de George Bernard Shaw (en tournée)
- 1966 : Le Snob (Der Snob) de Carl Sternheim (Renaissance-Theater, Berlin)